# فاتیما لیوا
فاتیما لیوا (اسپانیایی: Fátima Leyva‎؛ زادهٔ ۱۴ فوریهٔ ۱۹۸۰) بازیکن سابق و مربی فوتبال زن اهل مکزیک است.
وی همچنین در تیم ملی فوتبال زنان مکزیک بازی کرده‌است.
وی در مسابقات کشوری و بین‌المللی در مجموع برندهٔ ۱ مدال برنز شده‌است.